# Mirja Herrmann
Mirja Herrmann (* 5. November 1981) ist eine ehemalige deutsche Fußballspielerin.

## Karriere
Herrmann gehörte dem Hamburger SV in der Saison 2001/02 als Abwehrspielerin an. Sie bestritt acht Punktspiele in der Bundesliga und debütierte am 7. Oktober 2001 (6. Spieltag) bei der 1:5-Niederlage im Heimspiel gegen den FC Bayern München. Ihr einziges Finale bestritt sie am 11. Mai 2002 im Olympiastadion Berlin gegen den 1. FFC Frankfurt; die vor 20.000 Zuschauern ausgetragene Begegnung um den Vereinspokal, in der sie die erste Halbzeit lang mitwirkte, wurde mit 0:5 verloren.
Später gehörte sie von 2009 bis 2011 dem FFC Oldesloe 2000 an, für den sie in der 2. Bundesliga Nord insgesamt neun Punkt- und 2010/11 bis zum Achtelfinale drei Pokalspiele bestritt. In der zweiten Mannschaft ließ sie ihre Karriere in der Regionalliga Nord 2011/12 ausklingen.

## Erfolge
- DFB-Pokal-Finalist 2002